# Trophée Jari-Kurri
Pour les articles homonymes, voir Jari.
Le Trophée Jari Kurri est remis annuellement au meilleur joueur de hockey sur glace du championnat de Finlande durant les séries éliminatoires.
Pour la saison 2005-2006, le vainqueur a été déterminé par le vote des fans par sms.

## Joueur récompensé
| Saison    | Joueur                            | Équipe           |
| --------- | --------------------------------- | ---------------- |
| 1993-1994 | Ari Sulander                      | Jokerit Helsinki |
| 1994-1995 | Saku Koivu                        | TPS Turku        |
| 1995-1996 | Petri Varis                       | Jokerit Helsinki |
| 1996-1997 | Otakar Janecký                    | Jokerit Helsinki |
| 1997-1998 | Olli Jokinen                      | HIFK             |
| 1998-1999 | Miikka Kiprusoff                  | TPS Turku        |
| 1999-2000 | Tomi Kallio                       | TPS Turku        |
| 2000-2001 | Jussi Tarvainen                   | Tappara Tampere  |
| 2001-2002 | Kari Lehtonen                     | Jokerit Helsinki |
| 2002-2003 | Esa Pirnes                        | Tappara Tampere  |
| 2003-2004 | Niklas Bäckström                  | Kärpät Oulu      |
| 2004-2005 | Niklas Bäckström                  | Kärpät Oulu      |
| 2005-2006 | Miika Wiikman                     | HPK Hämeenlinna  |
| 2006-2007 | Janne Pesonen                     | Kärpät Oulu      |
| 2007-2008 | Tuomas Tarkki                     | Kärpät Oulu      |
| 2008-2009 | Pekka Tuokkola Sinuhe Wallinheimo | JYP Jyväskylä    |
| 2009-2010 | Ilari Filppula                    | TPS Turku        |
| 2010-2011 | Toni Söderholm                    | HIFK             |
| 2011-2012 | Jani Tuppurainen                  | JYP Jyväskylä    |
| 2012-2013 | Antti Raanta                      | Ässät Pori       |
| 2013-2014 | Juhamatti Aaltonen                | Kärpät Oulu      |
| 2014-2015 | Joonas Donskoi                    | Kärpät Oulu      |
| 2015-2016 | Patrik Laine                      | Tappara          |
| 2016-2017 | Jukka Peltola                     | Tappara          |
| 2017-2018 | Julius Junttila                   | Kärpät Oulu      |
| 2018-2019 | Otto Paajanen                     | HPK              |
| 2019-2020 | -                                 | -                |
| 2020-2021 | Eetu Koivistoinen                 | Lukko            |